# 下板橋駅

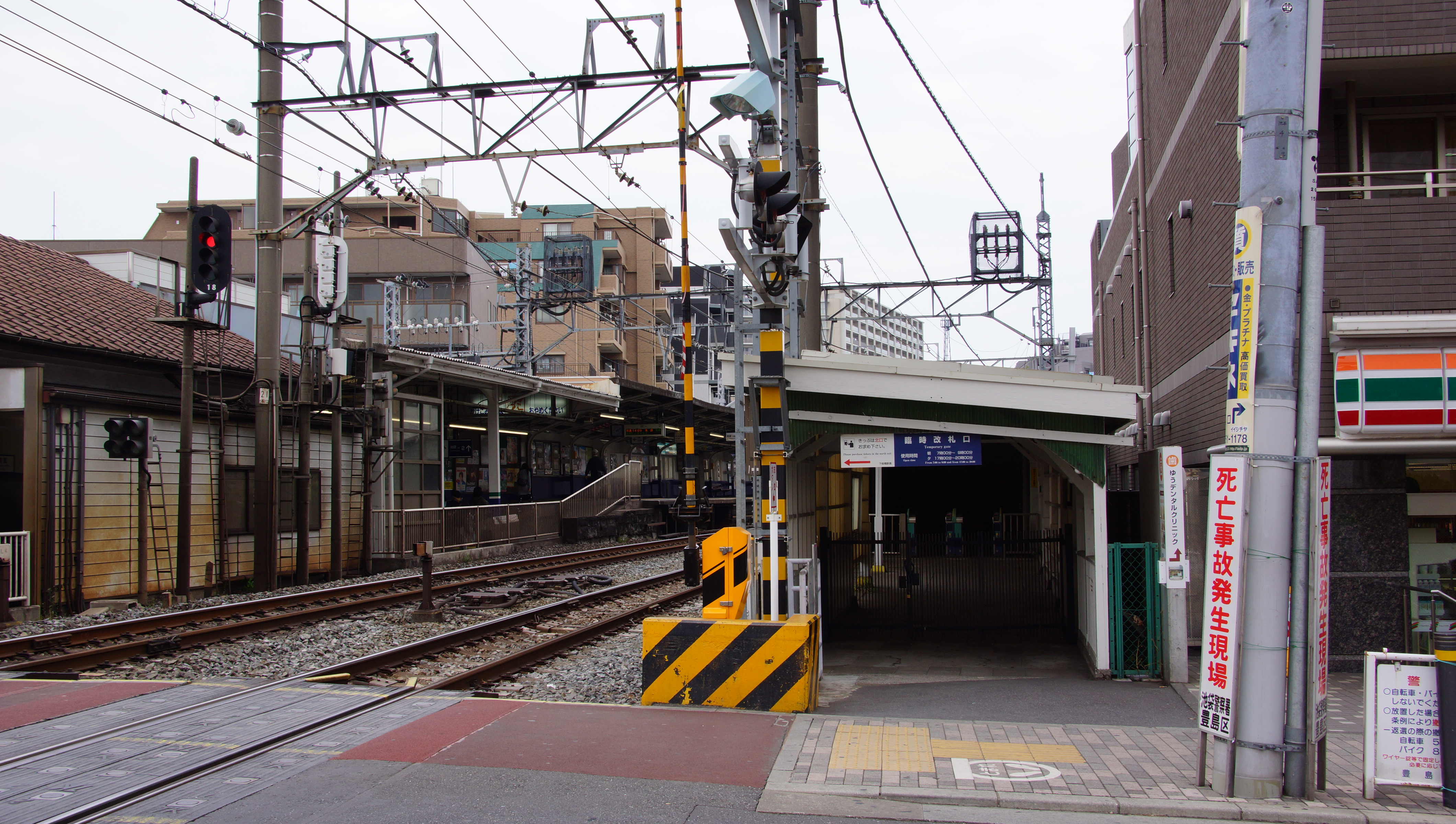
臨時出口（南口）（2014年4月）

下板橋駅（しもいたばしえき）は、東京都豊島区池袋本町四丁目にある東武鉄道東上本線の駅である。駅番号はTJ 03。

## 歴史
- 1914年（大正3年）5月1日：東上鉄道池袋 - 田面沢間開通と同時に開業[1]。
- 1935年（昭和10年）3月13日：池袋 - 上板橋間複線化に伴い現在地に移設。
- 1945年（昭和20年）4月13日：東京大空襲により全焼[2]。
- 2022年（令和3年）10月1日：「臨時改札口」が「南改札口」に変更され終日利用できるようになる。

## 駅構造

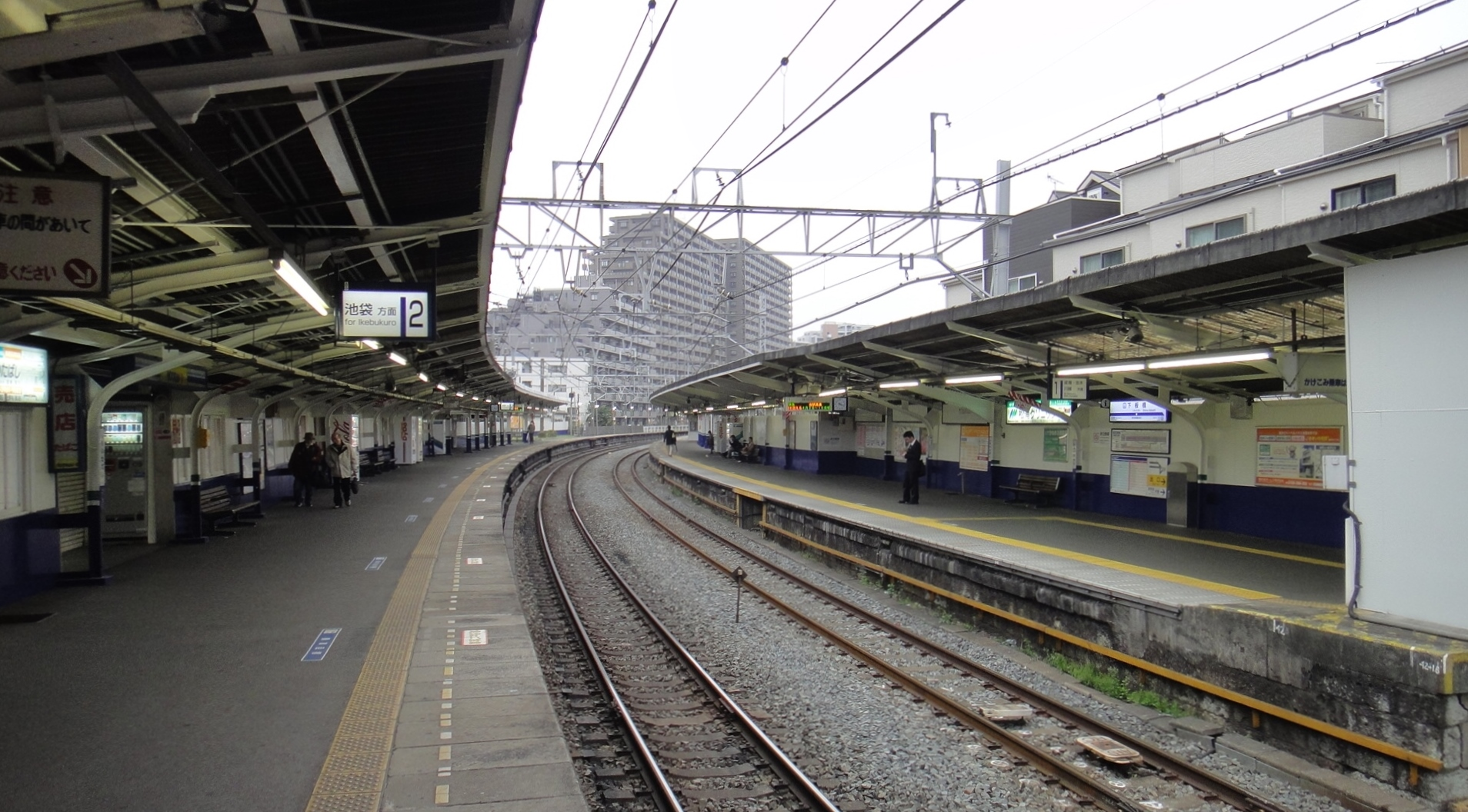
ホーム（2013年3月）

相対式ホーム2面2線を有する地上駅。北改札口（本駅舎）は2番ホーム大山側にあり、1番ホームとは改札口そばの地下通路と、エレベーター専用の跨線橋で連絡している。地下通路の途中で南改札口に向かう階段が分岐している。南改札口は従来朝夕ラッシュ時営業の臨時改札口であったが、2022年10月1日より終日営業となっている。
当駅は豊島区に所在する（最北端の駅）が、すぐ西方に板橋区との境界があり、旧駅舎は板橋区側にあった（後述）。
大山側には留置線（下板橋駅留置線）があり、池袋駅終着で折り返し回送となる電車が入庫する。この場所は開業時から1935年まで当駅があった場所で、現在地への移設後は貨物を取り扱っていた。なお、この留置線は、駅西側と大山方双方に分岐があり、両方向から留置線へ進入することができる。
もともと、東上本線の本来の起点は大塚辻町（現在の東京メトロ丸ノ内線新大塚駅付近）を予定して免許を取得していたが、当時の東京市に阻まれ、当駅から開業せざるを得なかった。これにより、当駅 - 川越町駅（現・川越市駅）間は私設鉄道法、当駅 - 池袋駅間は軽便鉄道法の下で敷設された。そのため、東上本線の起点を示す0キロポストは池袋駅ではなくこの留置線内にある。また、東上鉄道発祥の記念碑も留置線内に設置されている。
当駅が現在の位置に移設されたのは、当時は大山駅との間に金井窪駅があり、駅間距離が400 m弱と非常に短かったことと、もはや下板橋 - 大塚辻町間の開業が不可能だと判断されたことが大きな原因である。旧駅の所在地は板橋区であるが、移設先の所在地は豊島区である。
2006年度と2007年度の東武鉄道の設備投資計画には当駅の構内改良工事が盛り込まれていたが、実際は留置線の配線変更にとどまっている。
その後、2008年5月20日に駅舎およびホームを現在地（豊島区池袋本町四丁目）から西方のかつて当駅があった電車留置線付近（板橋区板橋二丁目173番地付近、住居表示では板橋二丁目4番）に移転し、駅上に大学病院を開設するなどの周辺地と一体的な高度医療福祉拠点の実現を日本大学と共同で事業化を検討する（メディカル・トラポリス構想）ことを明らかにした。
2009年3月31日より発車メロディの使用を開始した。
東武池袋駅管区傘下の駅長配置駅で、北池袋駅を管理する。

### のりば
| 番線 | 路線   | 方向 | 行先     |
| ---- | ------ | ---- | -------- |
| 1    | 東上線 | 下り | 川越方面 |
| 2    | 東上線 | 上り | 池袋方面 |

## 利用状況
2024年度の1日平均乗降人員は16,048人である。
近年の1日平均乗降・乗車人員推移は下記の通り。
| 年度               | 1日平均 乗降人員 | 1日平均 乗車人員 | 出典                |
| ------------------ | ---------------- | ---------------- | ------------------- |
| 1978年（昭和53年） | 17,968           |                  |                     |
| 1990年（平成02年） |                  | 9,616            | [ * 1 ]             |
| 1991年（平成03年） |                  | 9,691            | [ * 2 ]             |
| 1992年（平成04年） |                  | 9,644            | [ * 3 ]             |
| 1993年（平成05年） |                  | 9,466            | [ * 4 ]             |
| 1994年（平成06年） | 18,969           | 9,066            | [ * 5 ]             |
| 1995年（平成07年） |                  | 8,850            | [ * 6 ]             |
| 1996年（平成08年） |                  | 8,422            | [ * 7 ]             |
| 1997年（平成09年） |                  | 8,340            | [ * 8 ]             |
| 1998年（平成10年） | 16,543           | 8,126            | [ * 9 ]             |
| 1999年（平成11年） |                  | 7,861            | [ * 10 ]            |
| 2000年（平成12年） |                  | 7,789            | [ * 11 ]            |
| 2001年（平成13年） | 15,479           | 7,715            | [ 東武 3 ] [ * 12 ] |
| 2002年（平成14年） | 15,397           | 7,729            | [ * 13 ]            |
| 2003年（平成15年） | 15,187           | 7,617            | [ * 14 ]            |
| 2004年（平成16年） | 14,925           | 7,479            | [ * 15 ]            |
| 2005年（平成17年） | 14,836           | 7,400            | [ * 16 ]            |
| 2006年（平成18年） | 14,790           | 7,375            | [ * 17 ]            |
| 2007年（平成19年） | 14,998           | 7,481            | [ * 18 ]            |
| 2008年（平成20年） | 15,160           | 7,595            | [ * 19 ]            |
| 2009年（平成21年） | 15,007           | 7,537            | [ * 20 ]            |
| 2010年（平成22年） | 14,986           | 7,542            | [ * 21 ]            |
| 2011年（平成23年） | 14,776           | 7,432            | [ * 22 ]            |
| 2012年（平成24年） | 15,009           | 7,557            | [ * 23 ]            |
| 2013年（平成25年） | 15,322           | 7,715            | [ * 24 ]            |
| 2014年（平成26年） | 15,354           | 7,735            | [ * 25 ]            |
| 2015年（平成27年） | 15,728           | 7,948            | [ * 26 ]            |
| 2016年（平成28年） | 15,800           | 8,000            | [ * 27 ]            |
| 2017年（平成29年） | 16,044           | 8,129            | [ * 28 ]            |
| 2018年（平成30年） | 16,320           | 8,268            | [ * 29 ]            |
| 2019年（令和元年） | 16,554           | 8,391            | [ * 30 ]            |
| 2020年（令和02年） | 12,837           |                  |                     |
| 2021年（令和03年） | 13,560           | 6,870            | [ 東武 4 ]          |
| 2022年（令和04年） | 14,578           | 7,391            | [ 東武 5 ]          |
| 2023年（令和05年） | 15,274           | 7,746            | [ 東武 6 ]          |
| 2024年（令和06年） | 16,048           | 8,148            | [ 東武 1 ]          |

## 駅周辺
- 板橋駅（徒歩約10分）
- 新板橋駅（徒歩約10分）
- 東京都立北園高等学校
- 池袋本町三郵便局
- 池袋本町電車の見える公園
- 東武百貨店下板橋商品センター
- マルエツ 板橋駅前店

## 隣の駅
東武鉄道
 東上本線
■TJライナー・■川越特急・■快速急行・■急行・■準急
通過
□普通
北池袋駅 (TJ 02) - 下板橋駅 (TJ 03) - 大山駅 (TJ 04)
かつて下板橋駅 - 大山駅間には金井窪駅が存在したが、東京大空襲による駅舎の被災に伴い1945年（昭和20年）4月15日に廃止された。